# Supercoppa di Bulgaria 1989
La Supercoppa di Bulgaria 1989 è stata la 1ª edizione di tale competizione, disputata il 15 luglio 1989 allo Stadio Černomorec di Burgas. La sfida ha visto contrapposte il CSKA Sofia, vincitore del campionato e il FK Černomorec Burgas, finalista della coppa nazionale. Il CSKA Sofia ha avuto la meglio sul FK Černomorec Burgas per 1 a 0, conquistando il trofeo per la prima volta nella sua storia.

## Tabellino
| Arbitro: | Nedyalko Takhtajiev |

|              |           |  |
| Stoičkov 17’ | Marcatori |  |